# Macroprora symprepes
Macroprora symprepes là một loài bướm đêm trong họ Noctuidae.